# Hypolytrum stemonifolium
Hypolytrum stemonifolium är en halvgräsart som beskrevs av Tetsuo Michael Koyama. Hypolytrum stemonifolium ingår i släktet Hypolytrum och familjen halvgräs. Inga underarter finns listade i Catalogue of Life.